# Guyon Fernandez
Guyon Fernández (nacido el 18 de abril de 1986 en La haya) es un futbolista neerlandés que se desempeña en el terreno de juego como delantero centro.

## Carrera
Fernández debuta como jugador profesional con el ADO Den Haag en el año 2007 obteniendo 11 apariciones y marcando 1 gol.
en 2008 es transferido al Excelsior Rotterdam de la Eredivisie marcando 15 goles en una temporada (2009-2010).
Fernández también estuvo en intereses del Steaua de Bucarest de Rumania por su gran desempeño en la Eredivisie.
En mayo de 2011 es transferido al Feyenoord en un contrato de 3 años. 

## Clubes
| Club                | País         | Año       |
| ------------------- | ------------ | --------- |
| ADO Den Haag        | Países Bajos | 2007–2008 |
| Excelsior Rotterdam | Países Bajos | 2008–2011 |
| Feyenoord           | Países Bajos | 2011–2013 |
| PEC Zwolle          | Países Bajos | 2014–2015 |
| NAC Breda           | Países Bajos | 2015–2016 |
| ADO Den Haag        | Países Bajos | 2017      |

## Carrera internacional
En noviembre de 2014 Guyon Fernández es llamado por primera vez a la selección de fútbol de Curazao para disputar la Copa del Caribe de 2014 disputada en Jamaica desde el 11 al 15 de noviembre.